# 예문관
예문관(藝文館)은 조선의 행정기관이자 연구기관으로 예조의 속아문이다.
칙령과 교명을 기록하는 일을 관장하였다.

## 기능
칙령(勅令)과 교명(敎命)을 관장하였으며 봉교 이하의 관원들은 번을 갈라 승지와 함께 궁중에서 숙직하며 조회,조참,상참,수대 등 정례행사와 백관회의 등 기타 중대회의에 참석하여 회의록을 기록, 사초(史草)를 작성하고 시정기(時政記)를 편찬하여 실록편찬의 자료를 편찬하였다. 요즈음의 방송통신위원회와 방송통신심의위원회에 해당한다.

## 연혁
예문관은 고려시대에 처음 등장하였다. 고려시대에는 제찬과 사명에 관한 일을 관장하였으며 뒤에 한사원, 한림원으로 고쳤다. 그후로도 문한서, 사림원, 예문춘추관으로 불리다가 1325년(충숙왕 12년)에 춘추관을 분리하여 예문관으로 하였다.
1356년(공민왕 5년)에 다시 한림원으로 개칭되었다가 1362년(공민왕 11년)에 다시 예문관으로 환원되었으나 1389년(공양왕 1년)에 춘추관과 합하여 다시 예문춘추관으로 개편되어 조선에 이어졌다.

그렇게 조선에서도 고려의 제도를 따라 예문춘추관으로 지속되던 중 1401년(태종 1년)에 춘추관을 분리하여 예문관으로 개편하였다. 그 후 1478년(성종 9년)에 집현전에 의거하여 홍문관과 분리, 개편하여 대우를 극진히하였으나 세종대의 집현전에 이르지 못하였다.
예문관은 이후 1894년(고종 31년)에 갑오개혁 때 경연청(經筵廳)에 병합되었다.

## 구성
| 품계        | 관직           | 정원 | 비고                                     |
| ----------- | -------------- | ---- | ---------------------------------------- |
| 정1품       | 영사(領事)     | 1명  | 영의정(領議政) 겸직(兼職)                |
| 종1품       |                |      |                                          |
| 정2품       | 대제학(大提學) | 1명  | 겸직(兼職)                               |
| 종2품       | 제학(提學)     | 1명  | 겸직(兼職)                               |
| 정3품(당상) | 부제학(副提學) | 1명  |                                          |
| 정3품(당하) | 직제학(直提學) | 1명  | 승정원(承政院) 도승지(都承旨) 겸직(兼職) |
| 종3품       |                |      |                                          |
| 정4품       | 응교(應敎)     | 1명  | 홍문관(弘文館) 관원 겸직(兼職)           |
| 종4품       |                |      |                                          |
| 정5품       |                |      |                                          |
| 종5품       |                |      |                                          |
| 정6품       |                |      |                                          |
| 종6품       |                |      |                                          |
| 정7품       | 봉교(奉敎)     | 2명  | 춘추관(春秋館) 기사관(記事官) 겸임(兼任) |
| 종7품       |                |      |                                          |
| 정8품       | 대교(待敎)     | 2명  | 춘추관(春秋館) 기사관(記事官) 겸임(兼任) |
| 종8품       |                |      |                                          |
| 정9품       | 검열(檢閱)     | 4명  | 춘추관(春秋館) 기사관(記事官) 겸임(兼任) |
| 종9품       |                |      |                                          |

정4품 응교는 홍문관 직제학(정3품 당하)에서 교리(정5품) 중 뽑아서 겸직함.